# Niabina (Mauritanie)
Pour les articles homonymes, voir Niabina (Sénégal).
Niabina est une commune du sud-ouest de la Mauritanie, située dans le département de M'Bagne de la région de Brakna, à la frontière avec le Sénégal.

## Géographie
Niabina se situe à 15 km de M'Bagne.

## Histoire
La commune de Niabina est fondée en 1905 par des Yirabé worgo[réf. nécessaire]  et des hebbiyaabe de Mbahe c-à-dire les peuls de l'autre côté du fleuve Sénégal.